# Vízum
A vízum beutazási engedély az azt kiadó ország területére, ami feljogosít továbbá az ott-tartózkodásra, kiutazásra, vagy egy ország területén való átutazásra is. Eredetileg az útlevél láttamozása, latin eredetű neve is erre utal, de a vízum különleges pecsétjét nem csak a kérelmező útlevelébe, hanem külön lapra is ki lehet adni, illetve lehetséges külön dokumentum kiállítása is erre a célra. Egyes országok, általában kétoldalú egyezmények alapján, nem kívánják meg egymás állampolgáraitól a vízum szükségességét, és az ország saját állampolgárainak sincs szüksége vízumra. A vízumot kibocsátó ország különböző feltételeket szabhat, például csak egyszeri belépésre jogosult, vagy csak munkavállalási engedélyhez kötötten adja ki. A vízum bármikor, akár indoklás nélkül visszavonható, és önmagában nem garantálja a sikeres határátlépést, a határőrizeti szervek is érvényteleníthetik azt. Egy idegen államba történő belépés soha nem alanyi jog.

## Általános típusai

### Átutazó (tranzit) vízum
Ez a vízumtípus csak az adott országon át, egy másik célországba történő utazás idejére biztosít tartózkodást. Jellemzően a repülőtéri átszállást igénylő utazások esetén lehet rá szükség, esetleg kereskedelmi hajók vagy repülőgépek személyzete számára.

### Rövid idejű tartózkodásra jogosító (turista, látogatói) vízum
Ez a vízumtípus lehetővé teszi turisztikai, rokonlátogatási, orvosi ellátási, esetleg üzleti célból történő belépést és rövid idejű (jellemzően néhány hónap) tartózkodást az adott országban. 

### Hosszú idejű tartózkodásra jogosító vízum
Ezek a vízumok hosszabb időszakra, akár évekre is legális tartózkodást biztosítanak az adott országban. Az ilyen típusú vízumokat kiadhatják az adott ország felsőoktatási intézményeibe felvételt nyert és ott tanuló hallgatóinak, kutatómunkát végző tudósoknak, határozott időre alkalmazott munkavállalók (idénymunkások) részére. Egyes országok ilyen típusú vízumot adnak ki menekültek részére, ami akár szabad munkavállalásra is jogosíthat.

### Bevándorló (letelepedési) vízum
Állandó tartózkodásra és szabad munkavállalásra jogosító vízum típus. Tipikusan ilyen egy adott ország állampolgárainak házastársa vagy gyermekei által igényelhető vízumok. Néhány ország a saját hazájukban nyugellátásra jogosultak számára bocsát ki ilyen vízumot, így engedélyezve részükre a letelepedést.

### Különleges vízumok
Ilyenek lehetnek a diplomáciai testületek tagjai részére kiadott vízumok, esetleg egyedi elbírálás alapján, nagy tiszteletben álló személyek részére kiadott vízumok.

## Magyarország által kiadott vízumtípusok

### A típusú vízum
Repülőtéri tranzit vízum: a repülőtéri tranzitzónába való belépésre jogosít a továbbutazásig.

### C típusú vízum
Rövid tartamú beutazási vízum: az első beutazástól 6 hónapig, de valamennyi beutazás figyelembe vételével összesen 90 napig terjedő tartózkodásra jogosít.

### D típusú vízum
Tartózkodási vízum: legfeljebb 1 év időtartamú, meghatározott célú tartózkodásra jogosít, de szezonális munkavállalás céljából vagy humanitárius okokból kiadott vízum legfeljebb 6 hónapig terjedő tartózkodást tesz lehetővé. A tartózkodási vízum akkor adható ki, ha a külföldi munkavállalását a munkaügyi hatóság engedélyezte, illetve ha a külföldi tevékenysége Magyarország számára gazdasági haszonnal jár vagy tudományos, kulturális értéket képvisel. Kiadható családegyesítés céljából is.

## Magyar állampolgárok számára vízumköteles országok
Az alább felsorolt országok a magyar állampolgárok számára kizárólag vízummal érhetőek el.
| - Algéria - Ausztrália - Azerbajdzsán - Banglades - Fehéroroszország - Belize - Csád - Etiópia - Egyiptom - Gabon - Gambia - Grenada - India - Indonézia - Irak - Irán - Jamaica - Jemen | - Jordánia - Kambodzsa - Kamerun - Katar - Kazahsztán - Kirgizisztán - Kína - Kongói Demokratikus Köztársaság - Észak-Korea - Kuba - Laosz - Libanon - Líbia - Malawi - Mauritánia - Mianmar - Namíbia - Nepál | - Nigéria - Omán - Oroszország - Pakisztán - Sierra Leone - Szaúd-Arábia - Szenegál - Szudán - Szváziföld - Szíria - Tádzsikisztán - Tanzánia - Türkmenisztán - Uganda - Új-Zéland - Üzbegisztán - Vietnám - Zambia - Zimbabwe |

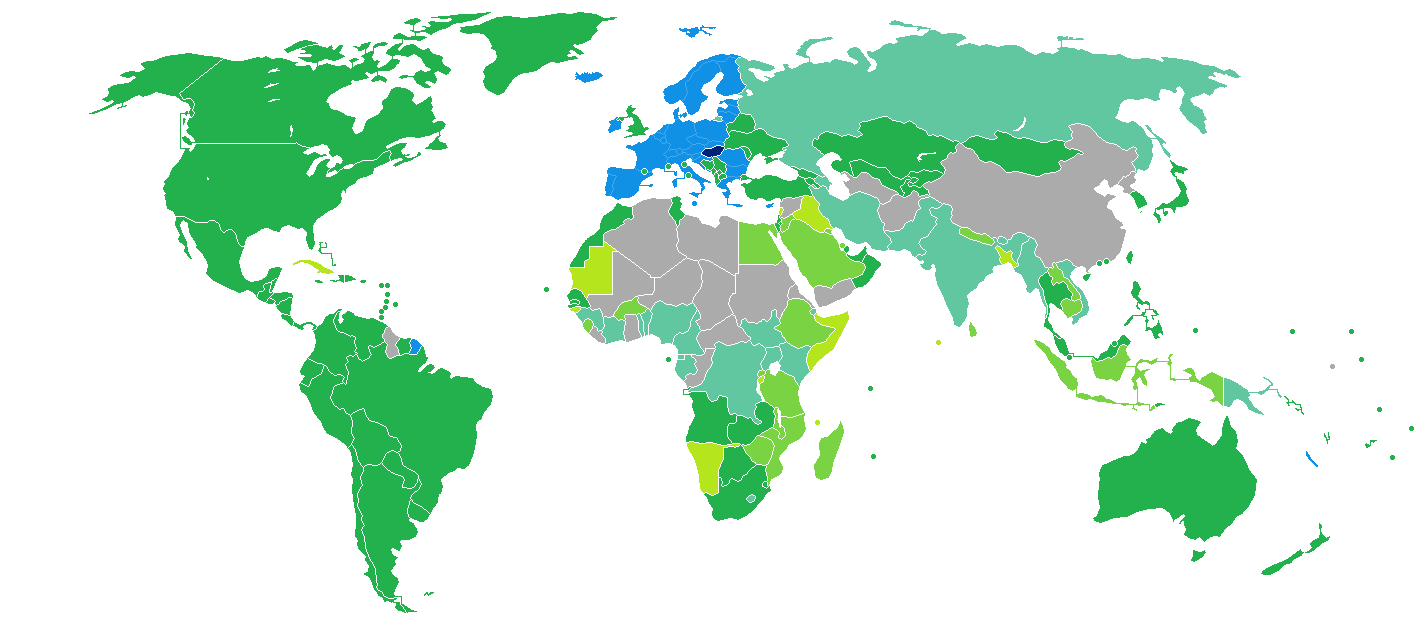
Vízumköteles és mentes országok magyar útlevéllel utazóknak
Magyarország
Személyi igazolvánnyal látogatható
Vízum nem szükséges / ESTA / eTA / eVisitor
Vízum kiállítása az érkezéskor
eVízum
Vízum kiállítása érkezéskor vagy online
Vízum szükséges

A vízum kiállításához szükség van egy biometrikus igazolványképre, amely lehetővé teszi a személy beazonosítását.
A fénykép követelményei:
- közvetlenül a kamerával szemközt helyezkedjünk el
- a háttér lehetőleg világos és egyszínű legyen
- tárgyak használatának kerülése: sapka, fülhallgató stb., mert zavarja a felismerhetőséget
A fénykép mérete különbözhet országonként :
Brazília, Comore-szigetek, India, Irak, Kenya, Kuwait, Lesotho, Niger, Ruanda, Szaúd-Arábia, Ugandai: 51 x 51 mm
Albánia: 36 x 47 mm
Angola, Bissau-Guinea, Botswana, Kolumbia, Mongólia, Palesztina, Ukrajna: 30 x 40 mm
Algéria, Ausztrália, Benini Köztársaság, Burkina Faso, Dél-afrikai Köztársaság, Dél-Korea, Fehéroroszország, Gabon, (Grúzia) Georgia, Guinea, Izrael, Jordánia, Kanada, Kazahsztán, Libanon, Marokkó, Mauritánia, Moldova, Mozambik, Nigéria, Örményország, Szamoa, Szerbia, Sierra Leona, Szomália, Sri Lanka, Suriname, Svájc, Tajvan, Togo, Tunézia, Új-Zéland, Üzbegisztán, Zimbabwe: 35 x 45 mm
Argentína: 40 x 40 mm
Bahrein, Jemen, Líbia, Omán, Szíria: 40 x 60 mm
Katar: 38 x 44 mm
Egyesült Arab Emírségek: 43 x 55 mm
Egyesült Államok: 50 x 50 mm
Hong Kong, Szudán: 40 x 50 mm
Irán: 34 x 51 mm
Makaó: 33 x 48 mm
Malajza: 35 x 50 mm
Oroszország: 38,25 x 51 mm
Törökország, Türkmenisztán: 50 x 60 mm